# Station Gdynia Obłuże
Station Gdynia Obłuże is een spoorwegstation in de Poolse plaats Gdynia.